# Solveig Zander
Solveig Ellen Viola Zander, född 15 februari 1955 i Enköping, är en svensk politiker (centerpartist) och socionom. Hon var riksdagsledamot 2006–2020, invald för Uppsala läns valkrets.
I riksdagen var hon ledamot i socialförsäkringsutskottet 2006–2020. Zander var även ledamot i ledamotsrådet 2012–2020 (dessförinnan suppleant i rådet från 2010) och ledamot i Riksrevisionens parlamentariska råd 2018–2019. Utöver dessa uppdrag var hon suppleant i bland annat civilutskottet, EU-nämnden, socialutskottet, trafikutskottet och valberedningen.